# 纳穆赛
纳穆赛，博尔济吉特氏，16世纪末蒙古科尔沁部首领，成吉思汗弟拙赤合撒儿十六世孙，奎蒙克塔斯哈喇的孙子，博第达喇（卓尔郭勒诺颜）的次子，齐齐克的弟弟。
纳穆赛号称都喇勒诺颜。因为后代联姻清朝皇室，他是孝端文皇后的祖父、孝庄文皇后的曾祖父、顺治第一任皇后额尔德尼布木巴的高祖父、孝惠章皇后的五世祖，所以他的后裔在清朝设立了三个札萨克旗：科尔沁左翼中旗和硕达尔罕亲王、科尔沁左翼前旗多罗冰图郡王、科尔沁左翼后旗和硕博多勒噶台亲王。另有闲散王公卓哩克图亲王、科尔沁郡王，也是他的后裔。

## 子孙
- 子：莽古斯
  - 孙：寨桑
    - 曾孙：乌克善，第一代科尔沁左翼中旗卓哩克图亲王
      - 玄孙女：额尔德尼布木巴，顺治帝第一任皇后

    - 曾孙：查罕
      - 玄孙：绰尔济，女儿是顺治帝第二任皇后孝惠章皇后

    - 曾孙：索纳穆，收继其祖父遗孀科尔沁大妃
      - 玄孙女：达哲，多铎之妻
      - 玄孙女：敬孝义皇后，多尔衮之妻
      - 玄孙：奇塔特，皇太极女婿，第一代科尔沁郡王

    - 曾孙：满珠习礼，岳託女婿，第一代科尔沁左翼中旗达尔罕亲王
    - 曾孙女：海兰珠，即敏惠恭和元妃
    - 曾孙女：布木布泰，即孝庄文皇后
- 子：明安
  - 孙：栋果尔
    - 曾孙：彰吉伦，第一代科尔沁左翼后旗扎萨克郡王，至七世孙僧格林沁晋升为和硕博多勒噶台亲王
    - 曾孙女：杜勒玛，豪格继福晋

  - 孙：桑噶尔寨
    - 曾孙女：多尔衮原配福晋
    - 曾孙女：代善子祜塞福晋
- 子：洪果尔，第一代科尔沁左翼前旗多罗冰图郡王
  - 孙：巴敦
  - 孙：额参，袭封冰图郡王
  - 孙：额泰，康熙帝慧妃的祖父
  - 孙女：浩善，寿康太妃，努尔哈赤福晋
  - 孙女：博克托，阿济格的继福晋